# Šedivka šedá
Šedivka šedá (Berteroa incana) je poměrně rozšířená bíle kvetoucí planě rostoucí rostlina, jediný druh rodu šedivka který roste v České republice.

## Rozšíření
Druh se vyskytuje téměř v celé Evropě a směrem na východ ve Střední Asii, na jihu Sibiře až k jezeru Bajkal a také ve východní Číně. Druhotně byl rozšířen i do Severní Ameriky. V ČR roste hlavně v teplých oblastech nížin a pahorkatin, do hor vystupuje jen vzácně. Nejčastěji se objevuje na suchých, propustných, písčitých nebo štěrkovitých, málo humózních vápnitých půdách. Zhusta vyrůstá na loukách, polích, vinohradech a na ruderálních stanovištích jako jsou svahy cest a železničních tratí, břehy vodních toků a nádrží, opuštěné pískovny a lomy, rumoviště a skládky. Je odolný proti letnímu nedostatku vláhy.

## Popis
Šedivka šedá je rostlinou jednoletou nebo dvouletou která vyrůstá z dřevnatějícícho kořene. Chlupatou lodyhu dorůstající do výše 25 až 60 cm mívá jednoduchou nebo od spodu bohatě větvenou, přímou nebo slabě vystoupavou, v průřezu oblou, na bázi často dřevnatou, v dolní části nafialovělou a výše šedě zelenou. Přízemní listy s asi 2 cm řapíky jsou obkopinatého tvaru a za kvetení již usychají. Listy lodyžní vyrůstají střídavě a jsou přisedlé. Jejich podlouhlé neb úzce vejčité celokrajné čepele jsou 2 až 5 cm dlouhé, oboustranně chlupaté, sivě až žlutě zelené a na střední žilce často fialové; směrem vzhůru se listy zmenšují.
Květy s chlupatými 5 mm stopkami vytvářejí hroznovité květenství. Čtyři kopinaté kališní lístky, asi 3 mm dlouhé, jsou nazelenalé a mají blanitý lem, na vnější straně jsou chlupaté. Čtyři bílé, hluboce dvouklané, 5 mm dlouhé korunní lístky jsou holé. Tyčinek je šest, čtyři z nich jsou delší a jsou vedle nich nektaria. Ze semeníku s hvězdicovitými chlupy vyrůstá čnělka s kulovitou bliznou. Kvetou od května do září. Ploidie druhu je 2n = 16.
Plody jsou podlouhlé, elipsovité, na průřezu vejčité či okrouhlé, zobákovité šešulky až 6 mm dlouhé které vyrůstající na přibližně stejně dlouhých vzpřímených stopkách. Obsahují šest až deset, ve dvou řadách uložených okrouhlých, světle hnědých, holých semen velkých 1 až 1,5 mm.
Semena mohou klíčit v době od jara do pozdního podzimu, mladé rostlinky které vyrostou na podzim již téhož roku nevykvetou ale přezimují a vytvoří květy časně příštího roku.

## Taxonomie
V České republice jsou u šedivky šedé rozpoznávané dva poddruhy:
- šedivka šedá pravá (L.) DC. (Berteroa incana subs. incana)
- šedivka šedá tuhá (L.) DC. (Berteroa incana subs. stricta) (Boiss. et Heldr.) Stoj. et Stef.

Prvý uvedený poddruh, nominátní, je považován za zdomácnělý archeofyt; druhý poddruh za neofyt, byl zjištěn poprvé na území ČR až v roce 1960.

## Význam
Dospělé rostliny obsahují málo dusíkatých látek a stravitelných sacharidů, na loukách proto snižují kvalitu píce. Při větších dávkách jsou výrazně škodlivé, u koní mohou způsobit laminitidu, intravaskulární hemolýzu a hypovolemický šok.

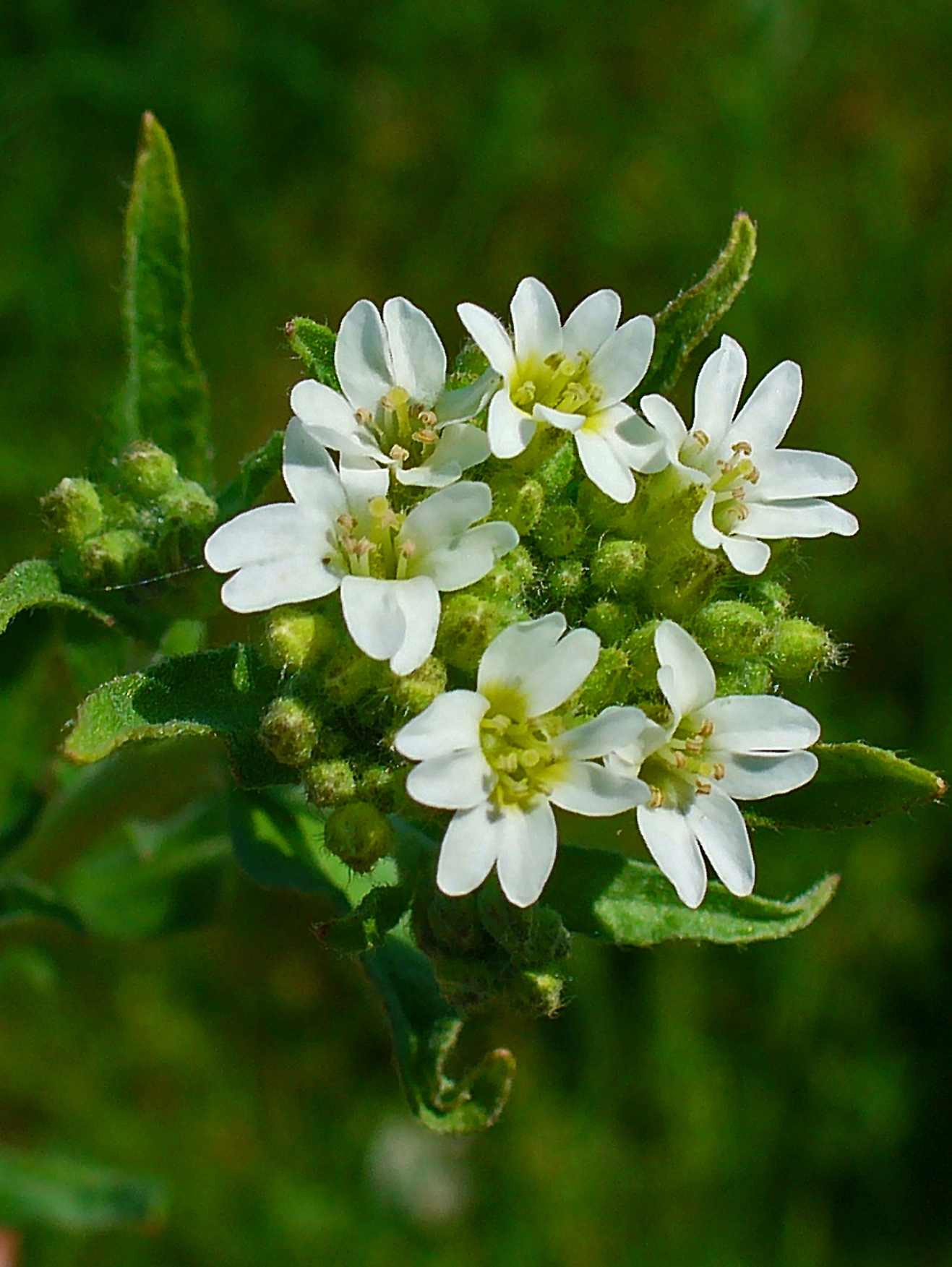
Květy
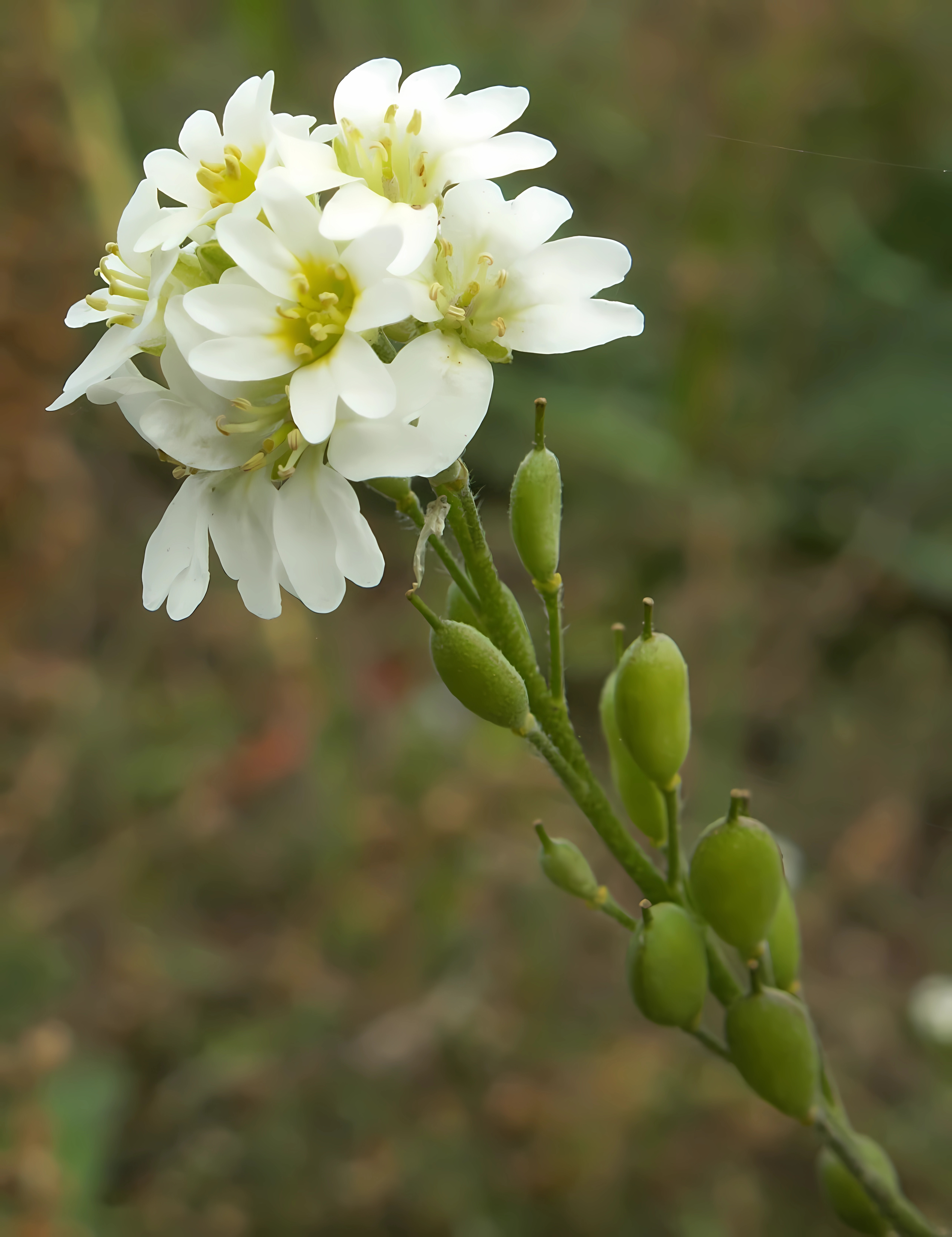
Květy a dozrávající šešulky
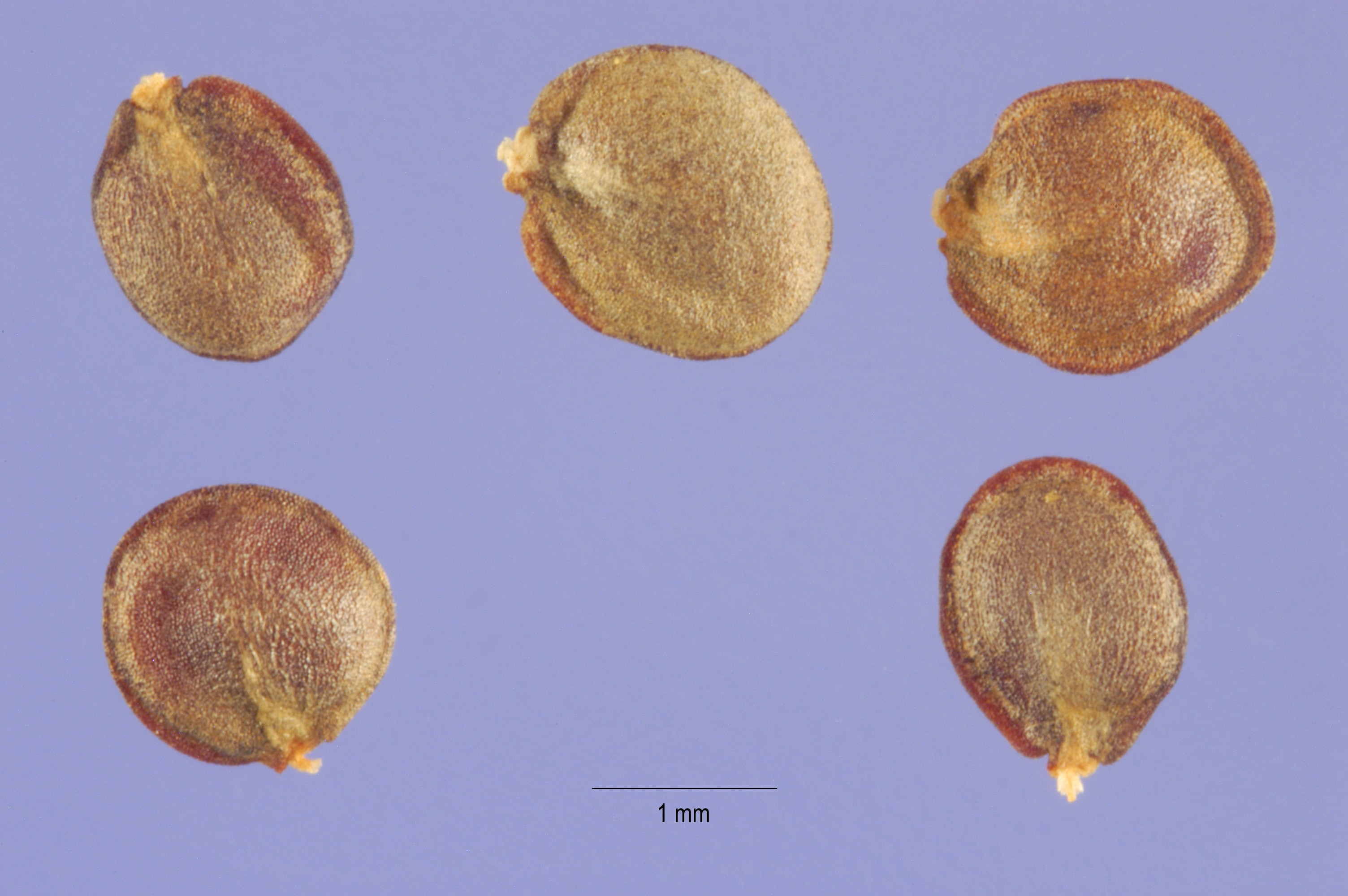
Semena
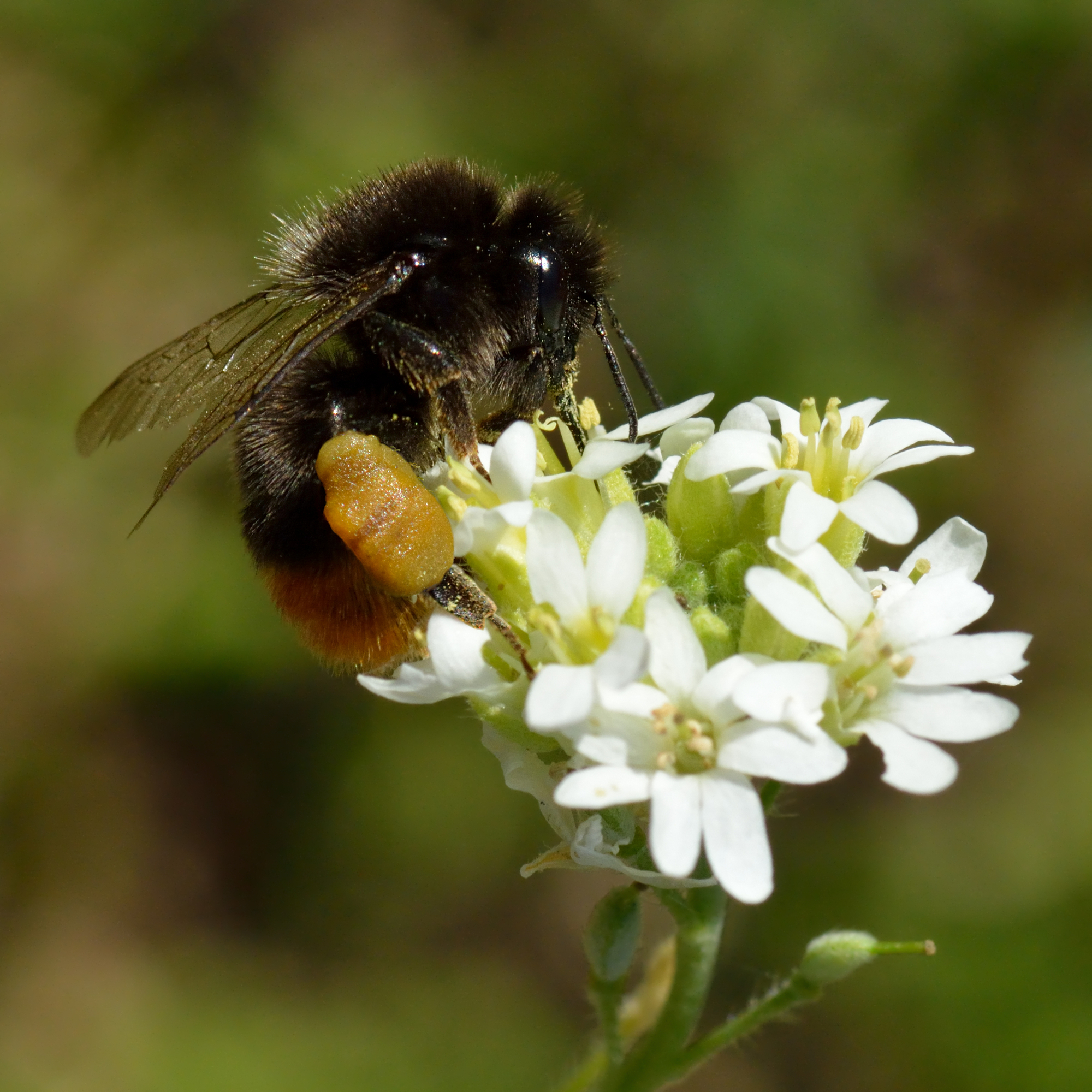